# Amazophrynella amazonicola
Amazophrynella amazonicola é uma espécie de anfíbio anuro da família Bufonidae. Está presente no Peru.